# Смъртта ѝ прилича
„Смъртта ѝ прилича“ (на английски: Death Becomes Her) е американска фентъзи комедия от 1992 г., на режисьора Робърт Земекис. Премиерата на филма е на 31 юли 1992 г.

## Сюжет
Внимание:  Текстът по-долу разкрива сюжета на произведението (или части от него)!
Съперническите актриси открият начин да вечна младост…

## Актьорски състав
| Актьор            | Роля            |
| ----------------- | --------------- |
| Мерил Стрийп      | Маделин Ештън   |
| Голди Хоун        | Хелен Шарп      |
| Брус Уилис        | Ернест Менвил   |
| Изабела Роселини  | Лизле фон Роман |
| Иан Ожилви        | Чагал           |
| Ненси Фиш         | прислужница     |
| Сидни Полак       | лекар           |
| Мери Елен Трейнър | Вивиан Адамс    |
| Адам Сторк        | Дакота          |
| Рон Щайн          | Елвис Пресли    |
| Стефани Андерсон  | Мерилин Монро   |
| Бони Кехун        | Грета Гарбо     |

## Български дублажи
| Озвучаващи артисти  | Даниела Йорданова Йорданка Илова Лиза Шопова Георги Георгиев-Гого Николай Николов Васил Бинев |
| Преводач            | Йорданка Василева                                                                             |
| Тонрежисьор         | Димитър Кукушев                                                                               |
| Режисьор на дублажа | Димитър Кръстев                                                                               |

| Озвучаващи артисти | Радосвета Василева Яница Митева Петя Миладинова Николай Николов Георги Георгиев-Гого |

## Награди и номинации
| Награда          | Категория                               | Номиниран(и)     | Резултат  |
| ---------------- | --------------------------------------- | ---------------- | --------- |
| Оскар            | Най-добри специални визуални ефекти     |                  | награда   |
| Награда на БАФТА | Най-добри специални визуални ефекти     |                  | награда   |
| Златен глобус    | Най-добра актриса в мюзикъл или комедия | Мерил Стрийп     | номинация |
| Сатурн           | Най-добър актьор                        | Брус Уилис       | номинация |
| Сатурн           | Най-добра актрица                       | Мерил Стрийп     | номинация |
| Сатурн           | Най-добра актриса в поддържаща роля     | Изабела Роселини | награда   |
| Сатурн           | Най-добри специални визуални ефекти     |                  | награда   |